# Złotniki Kujawskie
Złotniki Kujawskie è un comune rurale polacco del distretto di Inowrocław, nel voivodato della Cuiavia-Pomerania.
Ricopre una superficie di 135,6 km² e nel 2004 contava 8 953 abitanti.